# Aclopus
Aclopus – rodzaj chrząszczy z rodziny poświętnikowatych, podrodziny Aclopinae i plemienia Aclopini. Obejmuje 5 opisanych gatunków. Wszystkie są endemitami południowej Brazylii. Larwy jak i dorosłe samice pozostają nieznane nauce.

## Morfologia samców
Chrząszcze o podługowato-owalnym w zarysie ciele długości od 3 do 12,5 mm i szerokości od 1,4 do 3,6 mm. Ubarwienie mają jednolicie jasnobrązowe, brązowe, czarne lub dwubarwne.
Głowa ma dobrze rozwinięte, zaokrąglone oczy złożone w niewielkiej części tylko podzielone występem policzka (canthus), porośniętym z tyłu kilkoma krótkimi szczecinkami. Czułki buduje osiem lub dziewięć członów, z których trzy ostatnie formują buławkę. Czoło jest wypukłe u nasady i spłaszczone u szczytu. Kształt nadustka jest poprzeczny i brak na nim żeberka. Zaokrąglona warga górna jest tak szeroka jak długa i wystaje przed przedni brzeg nadustka. Żuwaczki mają szeroko zaokrąglone wierzchołki. Żuwka zewnętrzna ma błoniastą krawędź wewnętrzną, a żuwka wewnętrzna zesklerotyzowany wierzchołek. Bródka jest szersza niż języczki i przyjęzyczki razem wzięte.
Szersze niż dłuższe, wysklepione przedplecze ma punktowaną powierzchnię i jest nagie lub zaopatrzone w najwyżej kilka szczecinek. Tarczka jest duża i trójkątna. Forma pokryw jest wypukła, dłuższa niż szersza, po bokach zaokrąglona Powierzchnia pokryw jest punktowana i pozbawiona rzędów, nie licząc tych przyszwowych. Tylna para skrzydeł ma odgałęzienia trzecie i czwarte przedniej żyłki radialnej (RA3 i RA4) podobnych długości. Dysk zatułowia porastają szczecinki. Przednia para odnóży ma wyposażone w dwa ząbki (synapomorfia plemienia) i pozbawione ostrogi golenie. Poprzeczne żeberka na goleniach dwóch pozostałych par są przerwane pośrodku. Golenie ostatniej pary mają na wierzchołkach po dwie odseparowane ostrogi.
Narządy rozrodcze samce cechują się smukłymi, symetrycznymi, tak długimi jak fallobaza, rozbieżnymi u wierzchołków paramerami oraz zaopatrzonym w temony, ale pozbawionym płatka V-kształtnego endofallusem.

## Taksonomia
Rodzaj ten wprowadzony został w 1835 roku przez Wilhelma Ferdinanda Erichsona jako obejmujący trzy gatunki. Autor ów zaliczył go początkowo do rodziny gnojarzowatych, ale w 1847 roku przeklasyfikował go do rodziny Glaphyridae. W 1850 roku Charles Émile Blanchard umieścił go w plemieniu Aclopini w obrębie podrodziny chrabąszczowatych. W podrodzinie Aclopinae owe plemię umieszczone zostało w 1977 roku przez Stiepana Jabłokowa-Chnzoriana. W 2012 roku Aclopus i dwa pokrewne rodzaje z tego samego plemienia zrewidowane zostały przez Federico Ocampo i Joségo Mondacę. W 2019 roku Jhon César Neita‐Moreno i współpracownicy opublikowali wyniki pierwszej obejmującej liczne Aclopinae molekularno-morfologicznej analizy filogenetycznej. Potwierdziła ona monofiletyczność Aclopus i innych współczesnych rodzajów podrodziny.
Rodzaj ten obejmuje pięć opisanych gatunków:
- Aclopus brunneus Erichson, 1835
- Aclopus intermedius Blanchard, 1850
- Aclopus robustus Arrow, 1909
- Aclopus vittatus Erichson, 1835
- Aclopus wuenschei Ohaus, 1912